# الدوامية (حركة فنية)

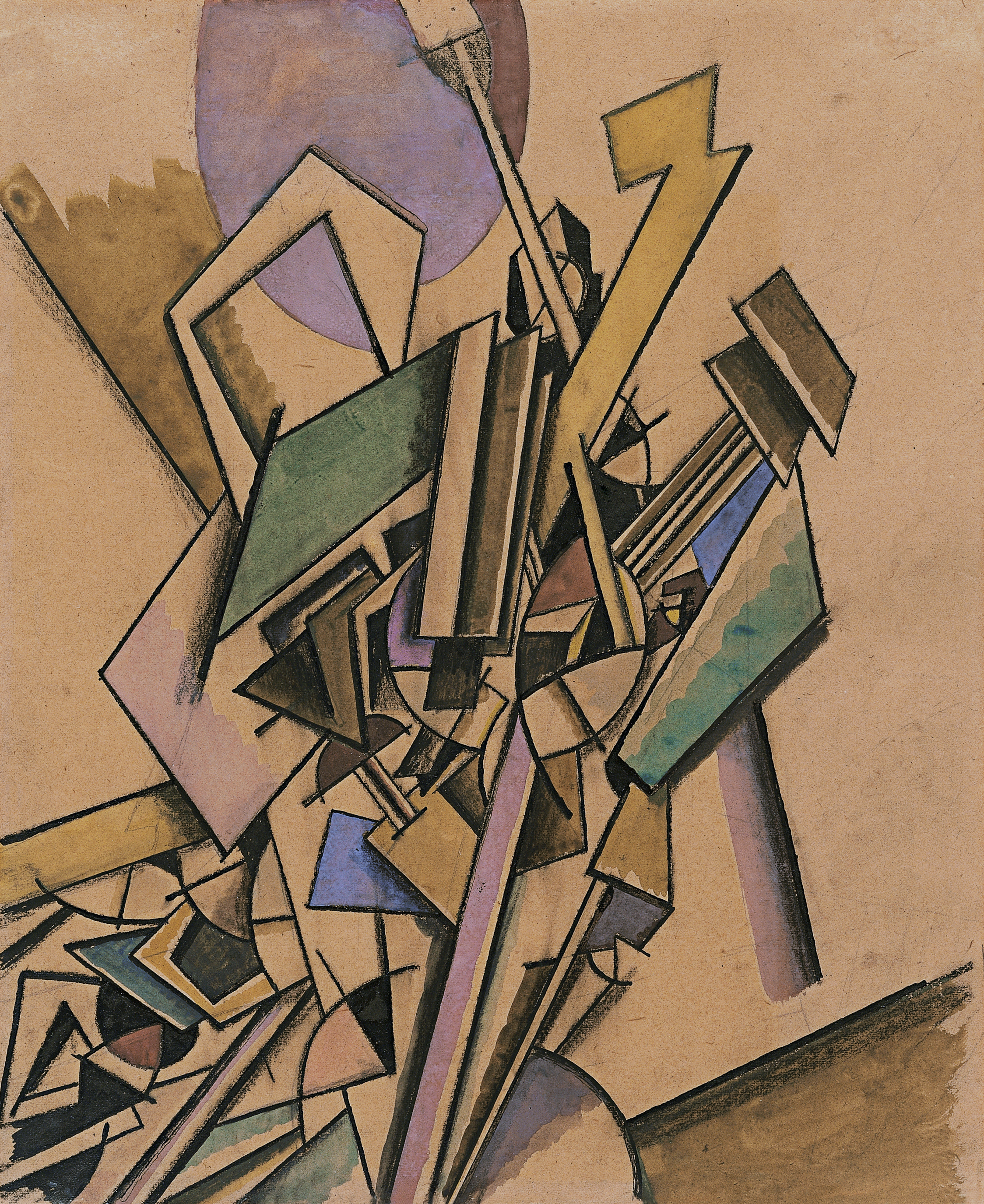
الدراسة الدوامية (1914)

الدوامية هي حركة فنية حديثة مقرها لندن، شكلها الكاتب والفنان ويندهام لويس في عام 1914. استوحت الحركة بشكل جزئي من التكعيبية التي قدمت للجمهور عن طريق منشورات تصريح البيان الدوامي في مجلة بلاست. رفضت الأشكال التقليدية للفن التمثيلي لصالح الأسلوب الهندسي الذي يميل نحو التجريد ذي الخطوط القاسية والحادة. أثبت لويس أنه غير قادر على تسخير مواهب مجموعته المتباينة من الفنانين الطليعيين، مع ذلك، وخلال فترة وجيزة أثبتت الدوامية أنها تدخل مثير ورد فعل فني على مستقبلية مارينيتي وما بعد الانطباعية في ورش عمل روجر فراي.
ركزت اللوحات الدوامية على «الحياة الحديثة» كمجموعة من الخطوط العريضة والألوان القاسية التي تشد عين المشاهد إلى مركز اللوحة وقد خلق النحت الدوامي الطاقة والكثافة من خلال النحت المباشر.

## مقدمة عن الدوامية
أنشأ روجر فراي مع دانكان غرانت وفانيسا بيل في صيف عام 1913، ورش عمل أوميغا في فيتزروفيا في قلب لندن البوهيمية. كان فراي من المدافعين عن ممارسة الفن والتصميم التجريدي المنتشر بشكل متزايد، وسمح له الاستديو/ المعرض/ مكان البيع بالمفرق، بتوظيف ودعم الفنانين المتعاطفين مع هذا النهج مثل ويندهام لويس وفريدرك إيتشيلز وكونبرت هاملتون وإدوارد وادورث. كان للويس تأثير على صالون الفنانين المناصرين في العام السابق من خلال عمل يكاد يكون تجريديًا، كيرميس (مفقود اليوم)، وفي العام نفسه كان قد عمل مع النحات الأمريكي جاكوب إبستين على إكساء نادي مسرح ملهى المدام ستريندبيرغ سيئ السمعة المعروف باسم ذا كيف أوف غولدن كالف.
عرض لويس وزملاؤه في ورشة أوميغا، إتشيلز وهاميلتون وادزورث في وقت لاحق من العام في برايتون مع إبستين ودايفيد بومبيرغ. نسق لويس «الغرفة التكعيبية» للمعرض وعرض مقدمة مكتوبة حاول فيها دمج مختلف مجموعات التجريد المعروضة: «هؤلاء الرسامين ليسوا [كذا؟] مقترنين عن طريق الخطأ، بل يشكلون جزيرة دوامية لكن ليست غريبة في أرخبيل هادئ ومحترم من الفن الإنجليزي.

## فنانون ثوريون
كان الخلاف مع روجر فراي لويس ذريعة لمغادرة ورش عمل أوميغا وإنشاء منظمة منافسة. تأسس مركز الفن للمتمردين في مارس من عام 1914 في شارع 38 غريت أورموند، بتمويل من صديق لويس الرسام كيت ليشمير. كان من المفترض أن تكون منصة لفن وأفكار حلقة لويس، وشملت سلسلة المحاضرات محادثات من قبل صديق لويس الشاعر إزرا باوند، والروائي فورد مادوكس هويفر (فورد مادوكس فورد في وقت لاحق) و«المستقبلي» الإيطالي، فيليبو توماسو مارينيتي. كان حضور مارينيتي مألوفًا ومستفزًا في لندن منذ عام 1910، وقد شاهده لويس يخلق حركة فنية على أساس بيانه «المستقبلي». بدا الأمر وكأن كل شيء جديد أو صادم في لندن يوصف الآن بأنه «مستقبلي» بما في ذلك أعمال التكعيبيين الإنجليز.
عندما نشر مارينيتي والإنجليزي المستقبلي سي. آر دبليو. نيفينسون بيانًا عن «الفن الإنجليزي الحيوي»، أعطي فيه مركز فن المتمردين كعنوان، بدا الأمر وكأنه محاولة للاستيلاء. بعد أسابيع قليلة، نشر لويس إعلانًا في ذا سبيكتاتور ليعلن عن «بيان الدواميين» -وهي حركة فن تجريدية إنجليزية كانت «حركة موازية للتكعيبية والتعبيرية»، من شأنها أن تكون «ضربة الموت للانطباعية والمستقبلية».